# Dent du Requin
La Dent du Requin (Dent del Tauró en català), és un pic de 3.422 mètres d'altitud, que forma part del grup de les agulles de Chamonix al Massís del Mont Blanc.
Es troba a l'est de l'Aiguille du Plan, entre les glaceres de l'Envers de Blaitière al nord i l'Envers du Plan al sud, dominant la Salle à Manger a l'est, una cascada de gel on s'uneixen els seracs de la glacera del Géant i de la glacera de les Périades per donar lloc a la glacera del Tacul. La dent està flanquejada per un cim rocós a la seva cara nord-est, el Capucin du Requin.

## Alpinisme
- 1893 : Primera ascens per Albert F. Mummery, G. Hastings, John Norman Collie i W. vs. Slinsby, 25 de juliol
- 1896 : Cara est, 400 m d'alçada, per J. H. Wicks, Claude Wilson amb Alfred Simond, 2 de juliol
- 1906 : Dorsal sud-est (dorsal Hapeau à Cornes) per Geoffrey Winthrop Young, R. vs. Alcalde, C. D. Robertson amb Joseph Knubel i un porter, 3 d'agost[2]
- 1913 : Obertura de la ruta “Mayer-Dibona” per Guido Mayer i Angelo Dibona a la carena nord-est, 23 d'agost
- 1945 : Cara nord de Gaston Rébuffat i James Couttet, 22 de juliol[3]
- 1946 : Cara est (ruta Renaudie) per J. i la senyora J. Renaudie, 4 d'agost[4]
- 1959 : Primer solitari a la cara nord de Robert Guillaume
- 1975 : Estrena hivernal de la cara nord de Walter Cecchinel i Claude Jager

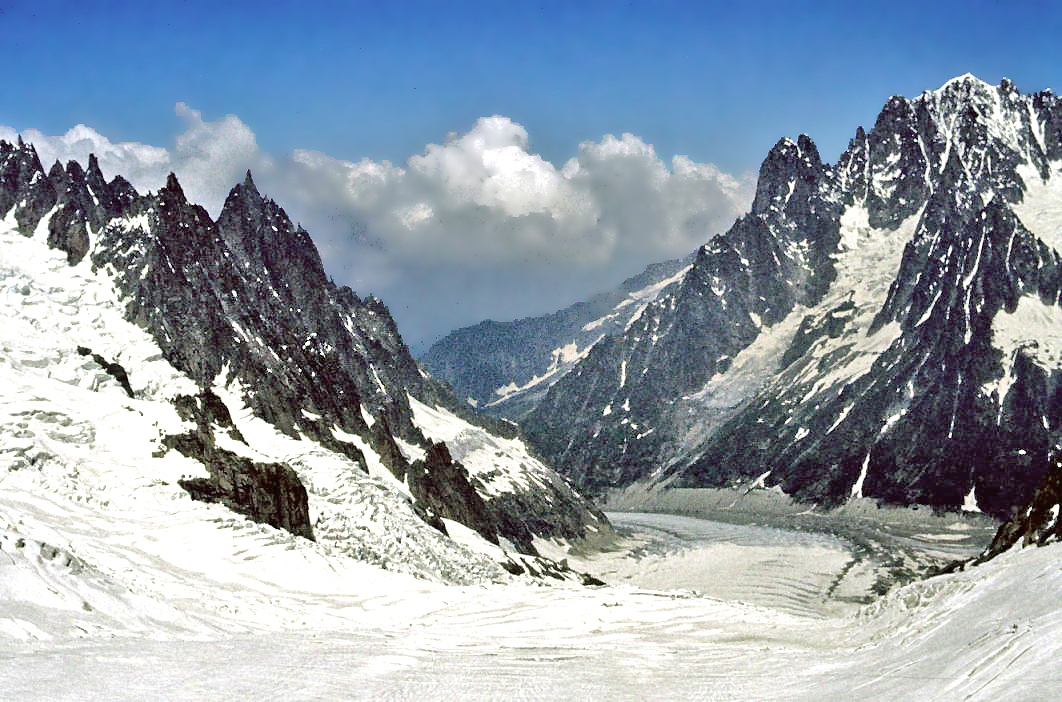
La Dent du Requin (esquerra) dominant la glacera del Tacul vista des de la glacera del Géant cap al sud : al fons, l'Aiguille Verte i els Drus sobre la Mer de Glace.